# Kümmersbruck
Kümmersbruck er en kommune i Landkreis Amberg-Sulzbach i Oberpfalz i den tyske delstat Bayern, der ligger cirka 5 km sydøst for Amberg.

## Inddeling
Landsbyer og bebyggelser i Kümmersbruck er Engelsdorf, Gärmersdorf, Haidweiher, Haselmühl, Köfering, Kümmersbruck, Lengenfeld, Moos, Penkhof og Theuern.

## Kultur og seværdigheder
- 1978 oprettede landkreisen Bergbau- und Industriemuseum Ostbayern (Bjergværks- og industrimuseum) i Theuern.